# Theofilact din Simocatta
Theofilact Simocatta (greacă: Theophylaktos Simokates sau Simokattes) a fost un istoriograf bizantin din prima parte a secolului al VII-lea, considerat de către unii cercetători ca fiind ultimul istoric al Antichității.
A elaborat o istorie a domniei împăratului Mauriciu în opt cărți. Opera sa este de mai mici dimensiuni decât cea a lui Procopius, iar stilul este pompos, însă constituie o importantă sursă cu privire la slavii și perșii din secolul al VII-lea. Ea menționează războaiele împăratului Heraclius cu perșii (602-628), însă nu și pe cele cu arabii (începute la 634), astfel încât se poate presupune că ar fi fost scrisă în jurul anului 630.
Nicolaus Copernicus a tradus poemele lui Theofilact, pe care le-a încredințat tiparului în 1509, la editura lui Johann Haller.